# Hernán Robleto
Hernán Robleto Huete (Camoapa, 17 de octubre de 1892  -  Distrito Federal, 17 de febrero de 1968) fue un periodista y escritor nicaragüense. Fundó El imparcial, Novedades, La flecha y la revista literaria Nicario. Fue director de Nicaragua informativa.

## Datos biográficos
Fue hijo de Segundo Robleto Fernández, procurador judicial, de origen granadino, y Susana Huete Ortega, oriunda de San José de los Remates. Realizó sus estudios de primaria en Boaco, pasó al instituto Nacional de Oriente, en Granada. 
Luchó contra los conservadores en 1910 y contra la intervención norteamericana en 1912 en Nicaragua. Fue cónsul de Nicaragua en México, en 1934. Fue subdirector del Ministerio de Instrucción Pública en 1937 y Ministro del Distrito Nacional de 1939 - 1940. 
Siendo muy joven, participó en Masaya en los eventos de 1912. Elaboró un libro sobre la intervención. Además es el conocedor de los últimos momentos en vida del general Benjamín Zeledón con quien participó en 1926 - 1927, en la Revolución Constitucionalista. Cofundador del PLI, soportó penurias como la persecución y cárcel, y fue exiliado en México.
Con su esposa e hijos se trasladó a vivir a México y allí comenzó a abrirse campo como periodista de apreciaciones acertadas y opiniones positivas, desde ese país, ayudó al triunfo de la causa liberal durante la Revolución Constitucionalista de 1926-1927.
Desempeñó el cargo de Subsecretario de Instrucción Pública (1937), y fue Ministro del Distrito Nacional (1939-1940). También fue alcalde de Managua y durante su administración se construyó el Templo de la Música del Parque Central de la capital e inició la campaña de arborizar la ciudad.
Fue presidente de la Asociación de Escritores Nicaragüenses y Artistas Americanos. Fue uno de los fundadores del periódico Novedades y dirigió también el Diario Flecha, de su propiedad.
Fue sepultado en la Rotonda de los Hombres Ilustres, en el Cementerio General de Managua.

## Obra
Sangre en el trópico es la primera novela nicaragüense en alcanzar popularidad y distribución internacional. Antes de ella, ninguna novela nicaragüense había gozado de reseñas en periódicos extranjeros como logró este texto.
Entre otros de contenido histórico, cultural y social, publicó:
- Sangre en el trópico (1930) se reeditó en Tenerife (2000).
- Primavera en el hospital (1923).
- Sangre en el trópico (1930).
- El imperialismo yanki en Nicaragua (1933).
- La mascota de Pancho Villa (1934).
- Obregón, Toral, la madre Conchita (1935).
- Una mujer en la selva (1936).
- Cuentos de perros (1943).
- Don Otto y la niña Margarita (1944).
- Brújulas fijas (1961).
- Y se hizo la luz (1966).
- La cruz de la ceniza

## Premios
En 1966 obtuvo el Premio Rubén Darío con Sangre del Trópico.